# Bernard Le Calloc’h
Bernard Le Calloc’h (1925–) breton diplomata, nyelvész, történész és földrajztudós, a finnugrisztika és orientalisztika szakértője. Egyik fő kutatási területe a történelmi magyar–francia kapcsolatok. Cikkeiben és tanulmányaiban több alkalommal hívta fel a figyelmet a határon túli magyarság helyzetére.

## Élete
Bernard Le Calloc’h 1925-ben született Le Havre városában. Aurélien Sauvageot – az első francia–magyar nagyszótár készítője – tanítványa lett. Le Calloc’h 1947-ben utazott Budapestre, s csak 1953-ban hagyta el Magyarországot. A gödöllői premontrei iskolában francia nyelvet tanított, majd a feloszlatása után a Francia Intézet alkalmazottja volt.
A magyarországi évek alatt kiválóan megtanult magyarul, emellett Zsirai Miklósnál tanult finnugor nyelvészetet. A későbbiekben Párizsban diplomáciai szolgálatba állt, majd a szenátustól külügyi tanácsosként ment nyugdíjba. Francia, angol, német, magyar, finn, észt, orosz nyelven is tett közzé tanulmányokat.

## Kőrösi Csoma Sándor kutatója
Le Calloc’h figyelmét mindenekelőtt Kőrösi Csoma Sándor, a tibetológia megalapítója és a magyar őshaza keresője keltette fel, olyan mértékben, hogy több könyvet és több száz cikket szentelt a témának. Legfontosabb publikációiban újabb Kőrösihez kapcsolódó adatokat, régi grafikákat és dokumentumokat tárt fel és mutatott be, továbbá Le Calloc’h a Genfben élő Marczell Péterrel évtizedeken át folytatott levelezését tette közzé. Érdekesség, hogy tanulmányai mellett Kőrösi Csoma Sándor útinaplója címmel szépirodalmi művet jelentetett meg.

## A francia–magyar kapcsolatok kutatása
A nevéhez fűződik a hungarológiai kutatások franciaországi meggyökerezése. Le Calloc’hnak a francia–magyar kapcsolatoknak szentelt írásai a középkortól a legújabb korig ívelő időszakot ölelik fel, könyveit a Váci Városvédők és Városszépítők Egyesülete évente jelentette meg.

## A székelyek kutatója
Említést érdemel, hogy a franciaországi tudományos és közéletben Bernard Le Calloc’h foglalkozott mélyrehatóan és monografikus igénnyel a székelyek történelmével és kultúrájával (miközben a 20. század második felében a magyar kultúrdiplomácia alig foglalkozott az erdélyi magyarság helyzetével). Nem egy esetben hívta fel a figyelmet a székely autonómia és a kisebbségi jogok fontosságára, valamint a csángók asszimilációjára.

## Magyarul megjelent művei
- Kőrösi Csoma Sándorral Nagyenyedtől a Himalájáig; ford. Örvös Lajos; Bethlen, Sopron, 1996
- Új adatok Kőrösi Csoma Sándorról; Akadémiai, Bp., 1998 (Kőrösi Csoma kiskönyvtár)
- Kőrösi Csoma Sándor útinaplója; ford. Örvös Lajos; Püski, Bp., 2000
- II. Rákóczi Ferenc egyetlen unokája; Váci Városvédők és Városszépítők Egyesülete, Vác, 2003
- Magyarok Franciaországban, franciák Magyarországon; szerk. Somodiné Dobó Katalin; Váci Városvédők és Városszépítők Egyesülete, Vác, 2005
- Kőrösi Csoma Sándor naplója II. rész 1835–1842; ford. Horváth Sándor Farkas; Püski, Bp., 2005
- Magyar emlékhelyek Franciaországban. Történeti útikönyv kulturális ínyenceknek; Váci Városvédők és Városszépítők Egyesülete, Vác, 2006
- Orvostörténeti tanulmányok; Magyar Orvostörténelmi Társaság–Országos Pedagógiai Könyvtár és Múzeum, Bp., 2006
- Magyar sorsok Párizsban; Váci Városvédők és Városszépítők Egyesülete, Vác, 2007
- Az erdélyi unitáriusok; ford. Marek Miklós; Glyphe, Paris, 2007
- Rákóczi és a franciák. La memoire de Rákóczi en France: un patrimoine franco-hongrois; Váci Városvédők és Városszépítők Egyesülete, Vác, 2008
- Az örök peregrinus. Kőrösi Csoma Sándor életútja korabeli grafikákon és mai fényképeken; Váci Városvédők és Városszépítők Egyesülete, Vác, 2009
- Az ismeretlen Sauvageot, a francia finnugorisztika atyja; Váci Városvédők és Városszépítők Egyesülete, Vác, 2010
- A Cluny birodalom öröksége. Cluny és a Brionnais régió román-kori templomai; ford. Dudich Ákos; Gr. Klebelsberg, Bp., 2011
- Arcképcsarnokom; Váci Városvédők és Városszépítők Egyesülete, Vác, 2011
- Nagy Károly, a méterrendszer magyar elterjesztője; Accordia, Bp., 2012
- Arcképek és idézetek; Váci Városvédők és Városszépítők Egyesülete, Vác, 2012